# Њутон (Њу Џерзи)
Њутон (енгл. Newton) град је у америчкој савезној држави Њу Џерзи. По попису становништва из 2010. у њему је живело 7.997 становника.

## Демографија
Према попису становништва из 2010. у граду је живело 7.997 становника, што је 247 (3,0%) становника мање него 2000. године.
| Група             | 2000.         | 2010.         |
| Белци             | 7.391 (89,7%) | 6.257 (78,2%) |
| Афроамериканци    | 281 (3,4%)    | 390 (4,9%)    |
| Азијати           | 162 (2,0%)    | 238 (3,0%)    |
| Хиспаноамериканци | 313 (3,8%)    | 987 (12,3%)   |
| Укупно            | 8.244         | 7.997         |